# セサミストリートの登場人物
セサミストリートの登場人物とは、アメリカ合衆国と日本の『セサミストリート』に登場する人物。ここでは、生身で登場する人間について記載する。それ以外については「セサミストリートに登場するマペット」「セサミストリートに登場するアニメキャラクター」を参照。

## 登場人物

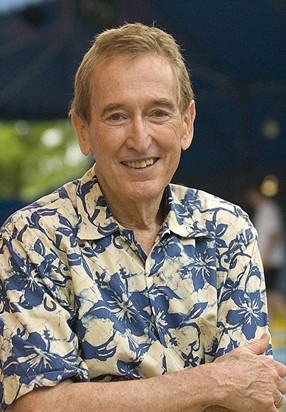
2007年頃のボブ・ジョンソン、1969年頃から出演している。

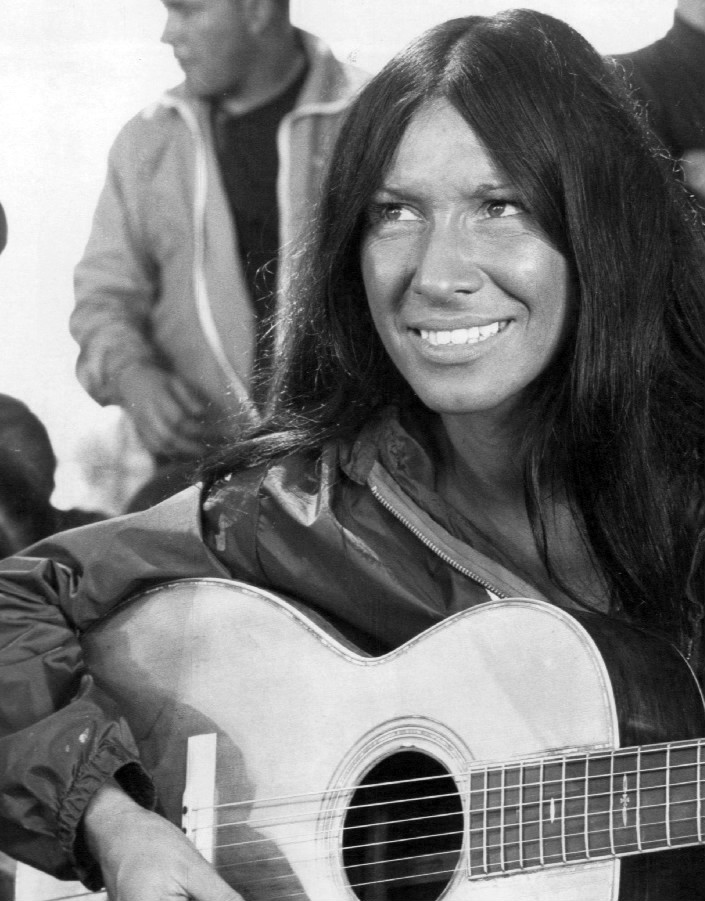
1975年頃のバフィー・セイント・メリー、1970年代から出演していた。

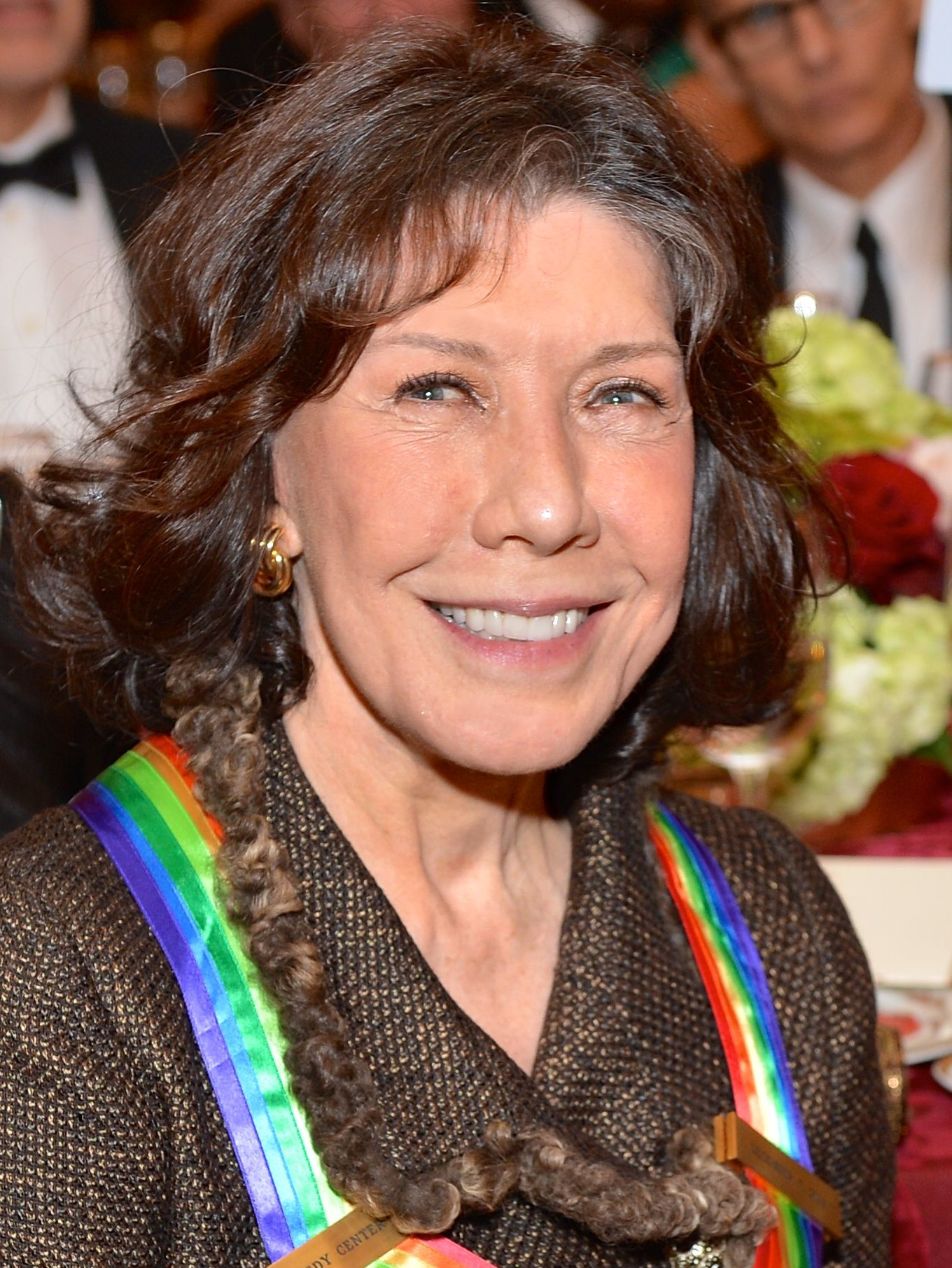
2008年頃のリリー・トムリン、電話のオペレーターの担当だった。

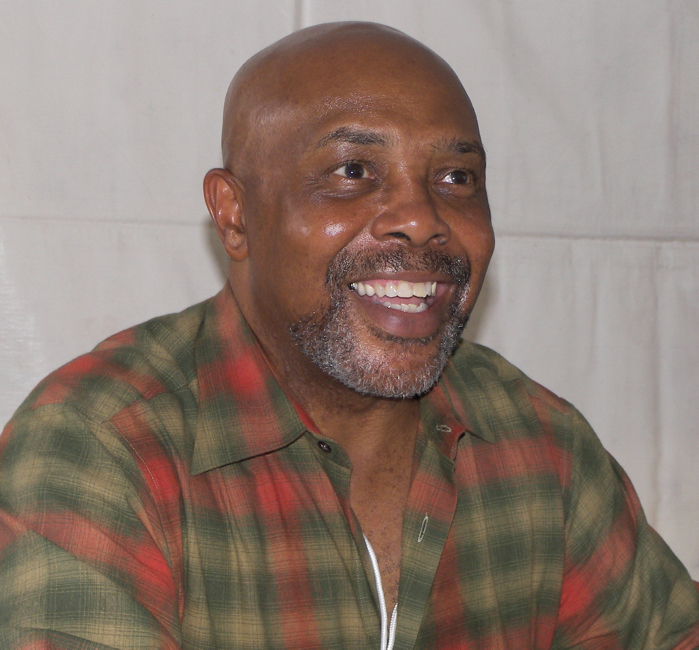
2007年頃のロスコー・オーマン、ゴードン役として知られている。

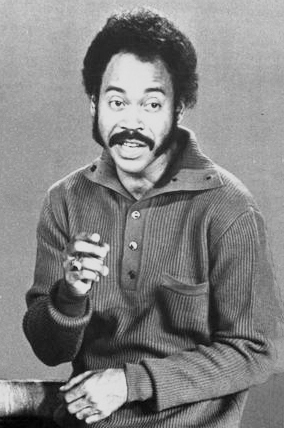
マット・ロビンソンは、1969年から1972年まで初代ゴードン役で担当。

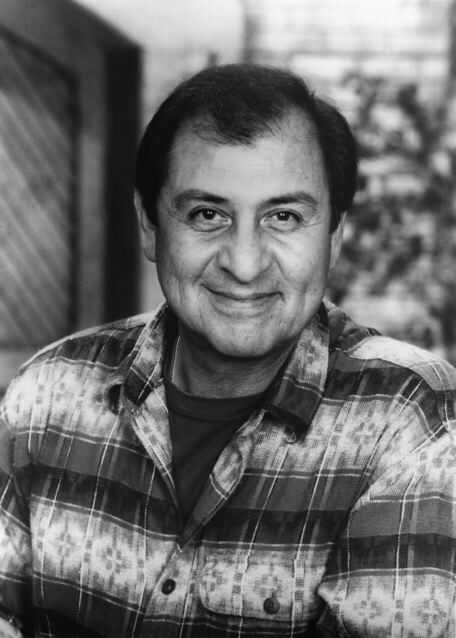
ルイス役として知られているエミリオ・デルガード

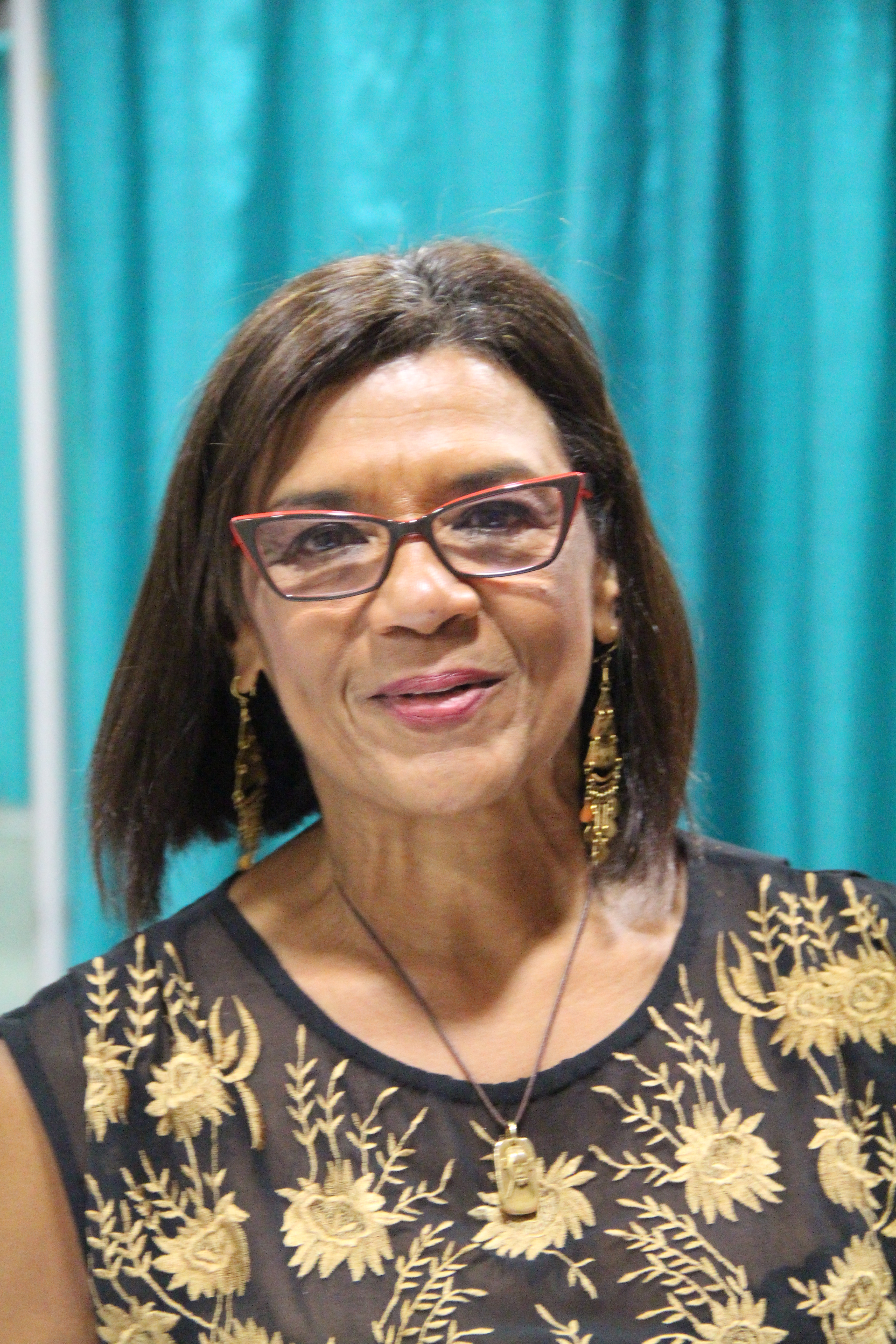
マリア役として知られているソニア・マンザーノ

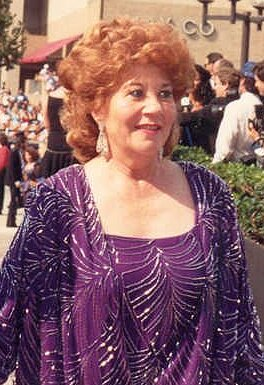
1988年に第40回プライムタイム・エミー賞に登場したシャーロット・レイ、1970年代にモリーとして演じていた。

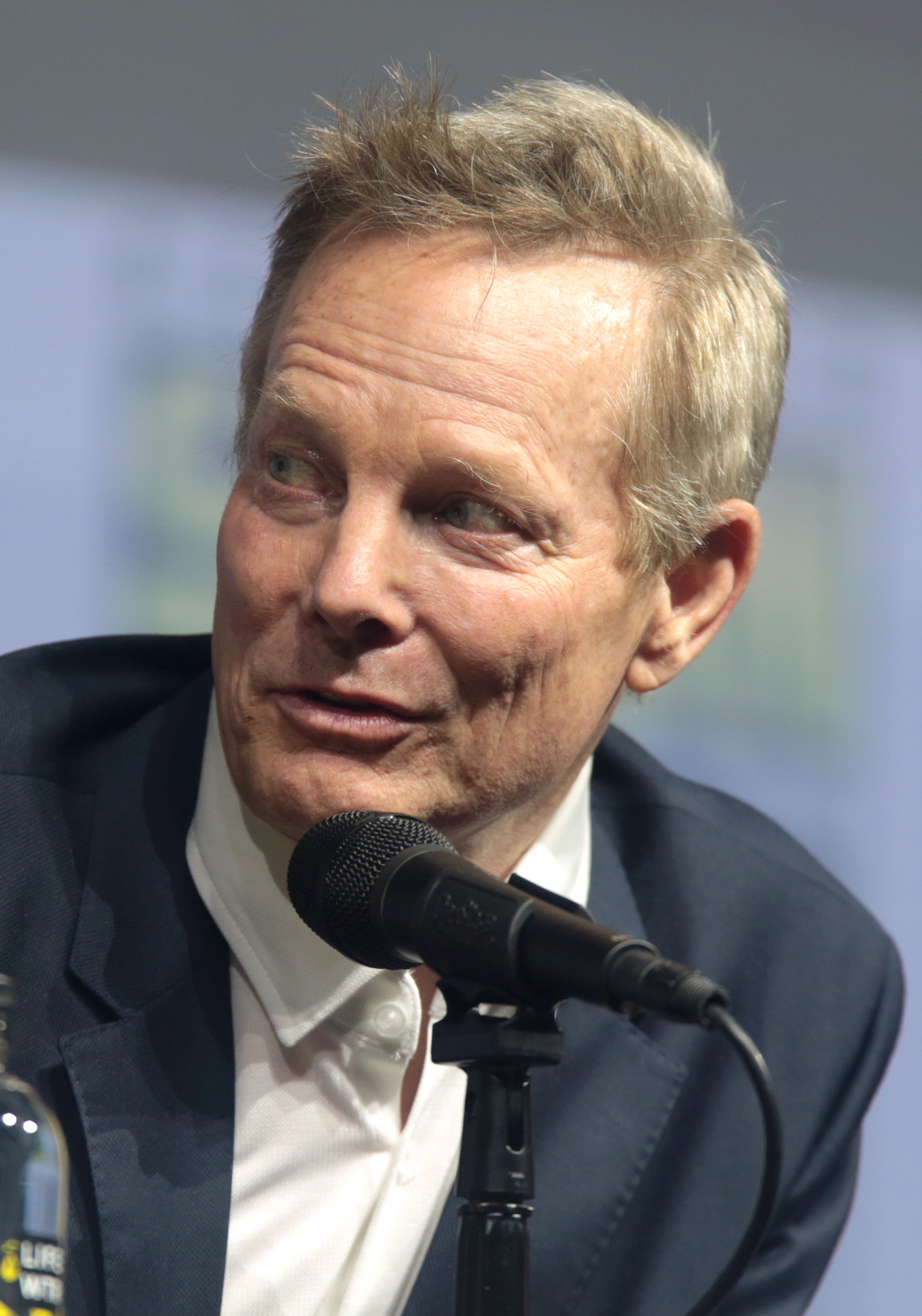
ミスター・ヌードルとして活躍しているビリー・アーウィン

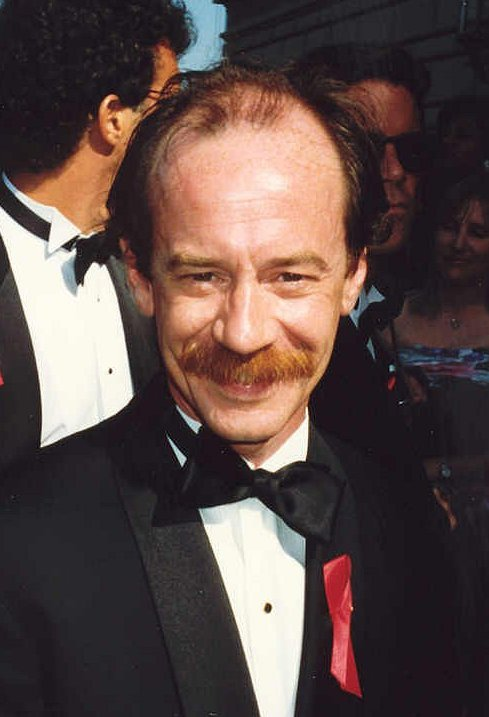
ヌードルさんの弟として知られているマイケル・ジェッター

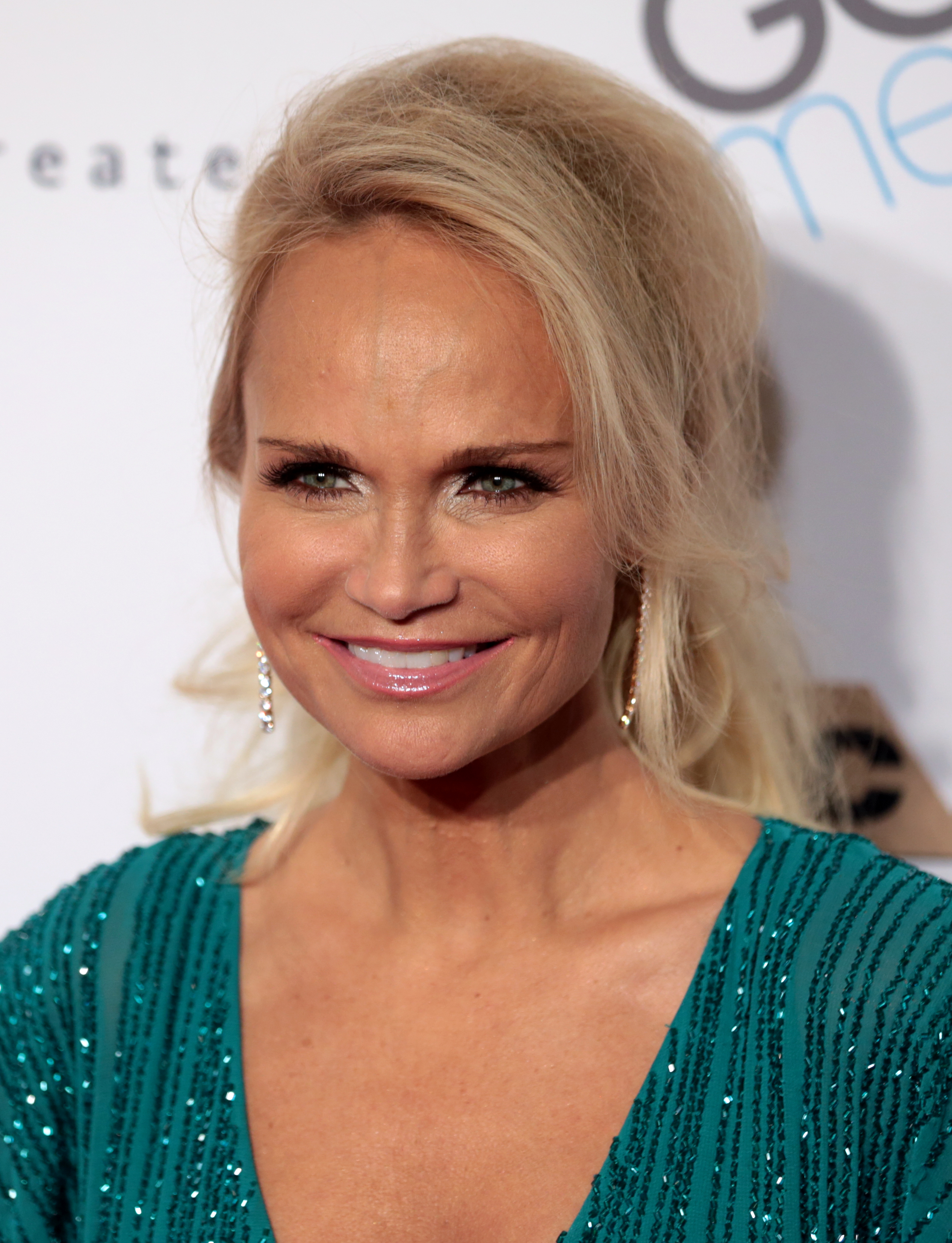
ミス・ヌードルとして知られているクリスティン・チェノウェス

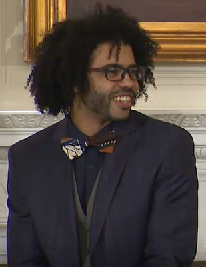
ヌードルさんの兄として知られているダヴィード・ディグス

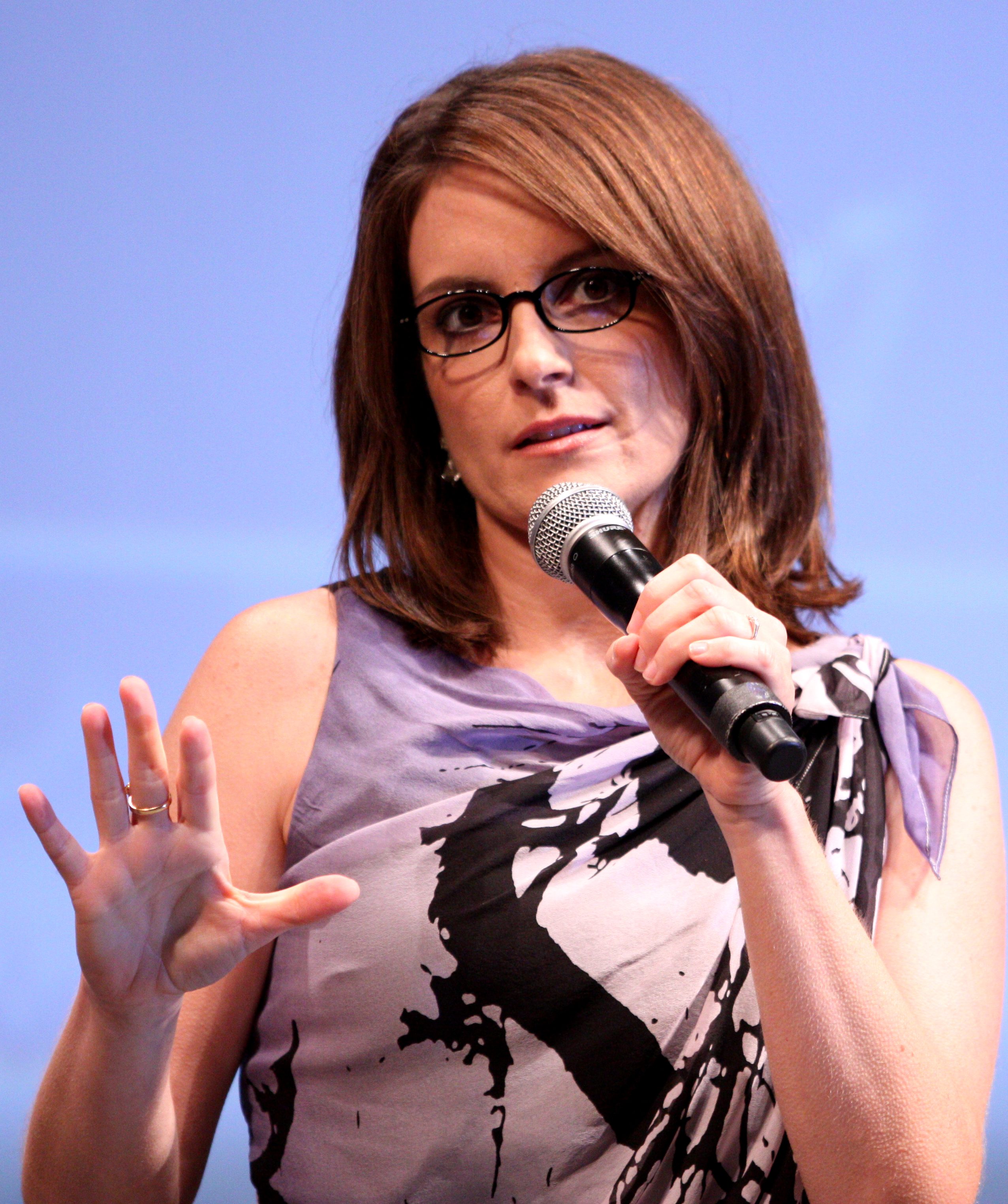
2008年の第4135話で海賊の船長を演じたティナ・フェイ

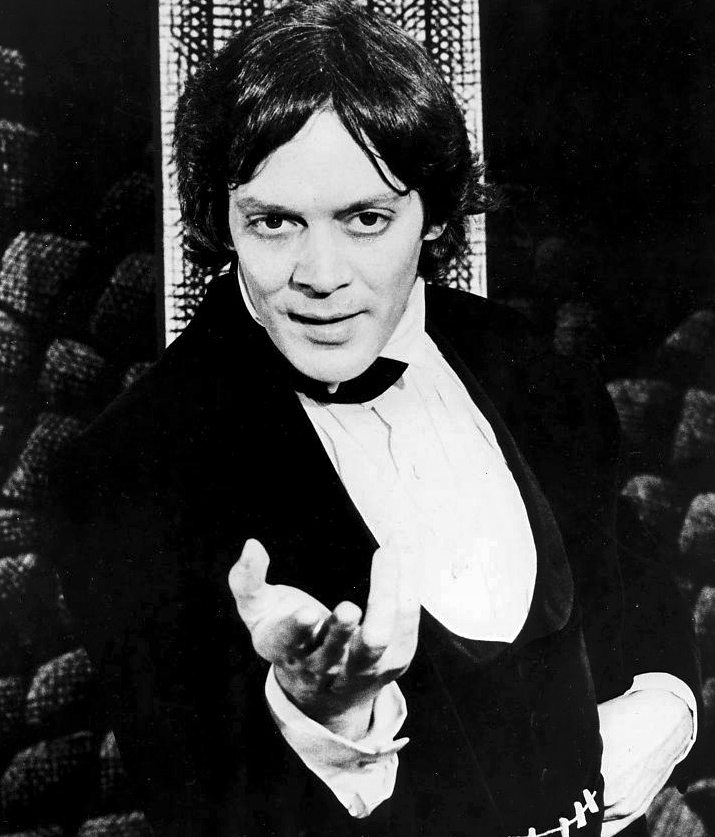
1971年頃、ラファエルを演じたラウル・ジュリア

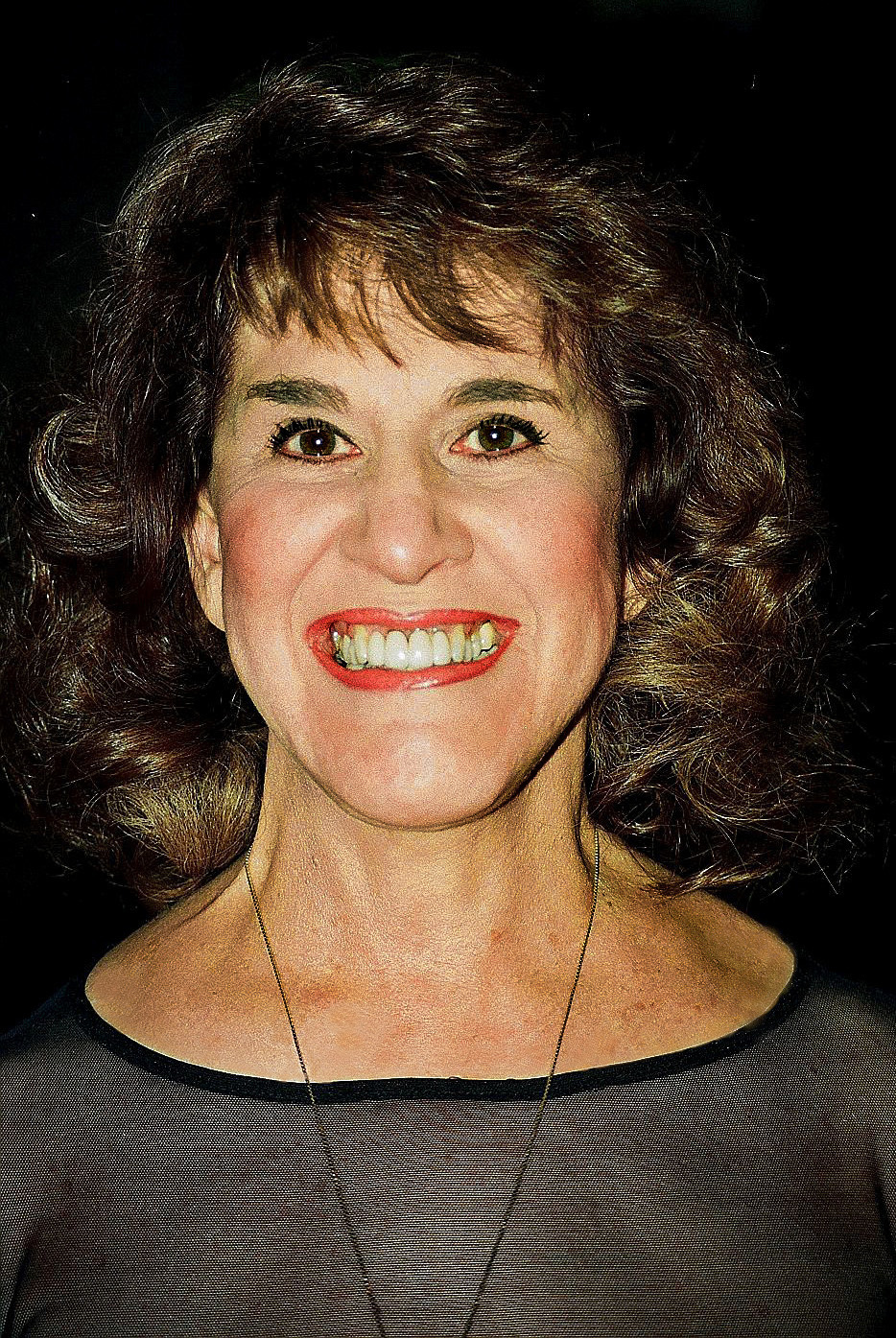
1990年代にルーシーを演じたルース・バジー

### アメリカ版に登場した人物
- 声優については吹き替え版が存在しない場合は掲載しない、VHS版もしくはDVD版などについては出典が要る。NHKの場合、教育テレビ時代ではテレビスペシャル版とシーズン28からシーズン33までしか吹替がない。Eテレ時代では『エルモのおうちで遊ぼう』とバラエティー番組『バリバラ』のみでレギュラー放送はされていない。テレビ東京版では主に日本オリジナル版。U-NEXT版はYoutube版と同じ声優、U-NEXT版はシーズン50の吹き替え版から。

| 役名                 | 担当俳優 | 日本語吹き替え | 備考 |
| -------------------- | --- | --- | --- |
| ボブ・ジョンソン     | ボブ・マグラス | NHK教育版 古川登志夫→山寺宏一→江原正士（スペシャル版） 田原アルノ（レギュラー版） テレビ東京版・DVD版 伊丸岡篤 U-NEXT版 田中英樹           | 音楽を担当している先生で、フーパ―のお店の上のアパートに住んでいる。 |
| ゴードン・ロビンソン | ガレット・サンダーズ（テストパイロット版） マット・ロビンソン（シーズン1 - シーズン3） ハル・ミラー（シーズン4 - シーズン5） ロスコー・オーマン（シーズン6 - ） | NHK教育版 大塚芳忠→玄田哲章（スペシャル版） 玄田哲章（レギュラー版） テレビ東京版・DVD版・YouTube版・U-NEXT版 山田真一                     | かつては歴史の先生だったが、後に科学部門の先生になった。 |
| スーザン・ロビンソン | ロレッタ・ロング | NHK教育版 野沢雅子→小宮和枝（スペシャル版） はやみけい（レギュラー版） テレビ東京版・DVD版 はやみけい U-NEXT版 おまたかな                  | ゴードンの妻で、看護師をしている。 |
| オリビア・ロビンソン | アライナリード・ホール | NHK教育版 榊原良子（スペシャル版） | ゴードンの妹、カメラマンをしている。登場期間はシーズン8（1976年）からシーズン19（1988年）まで。 |
| クリス               | クリス・ノウィングス | DVD版 塩屋浩三 YouTube版・U-NEXT版 田中英樹                                                                                                | シーズン38から登場、セサミストリートに引っ越してきた住人。現在はフーパーのお店の店員として働いている。 |
| クリスティー         | クリスティー・ノウィングス | DVD版 玉川砂記子 | クリスの双子の姉。 |
| ハロルド・フーパー   | ウィル・リー | - | シーズン14まで登場。フーパーのお店の初代店長だったが、1982年12月7日にウィル・リーが死去。番組側はこれを「フーパーの死」として捉える事により、「人の死」を考えさせる機会にしようと試み、シーズン15でそれを題材とするエピソードを制作した（日本では未放送）。 |
| デイビッド           | ノーザン・キャロウェイ | NHK教育版 上田敏也（スペシャル版） テレビ東京版・DVD版 山田真一                                                                            | フーパーのお店の2代目店長、シーズン2から20まで登場していた。 |
| ハンフォード         | レナード・ジャクソン→デイビッド・L・スマイル | NHK教育版 江原正士（スペシャル版） 中庸助（レギュラー版） テレビ東京版・DVD版 川津泰彦                                                     | フーパーのお店の3代目店長、1998年頃に店長を辞めアランが後を継いだ。 |
| アラン               | アラン・ムラオカ | NHK教育版 真殿光昭 テレビ東京版・DVD版 高戸靖広 YouTube版・U-NEXT版 後藤敦                                                                 | シーズン30から登場、フーパ―のお店の4代目店主。 |
| マリア・ロドリゲス   | ソニア・マンザーノ | NHK教育版 吉田理保子→滝沢久美子（スペシャル版） 堀越真己（レギュラー版） VHS版 はやみけい テレビ東京版・DVD版 赤池裕美子 U-NEXT版 園崎未恵 | 1971年頃から登場、スペイン語を話すプエルトリコ出身の女性。修理屋さんを経営しており、ルイスの妻でギャビーの母。 |
| ルイス・ロドリゲス   | エミリオ・デルガド | NHK教育版 金尾哲夫（スペシャル版） 大川透→高木渉（レギュラー版） テレビ東京版・DVD版 川津泰彦 U-NEXT版 落合弘治                            | 1971年から主役で登場、メキシコ系アメリカ人である。1987年(シーズン19)に妻のマリアと結婚。ギャビーの父。 |
| ジーナ               | アリソン・バートレット | NHK教育版 榊原良子（スペシャル版） 小林優子（レギュラー版） テレビ東京版・DVD版 赤池裕美子 U-NEXT版 園崎未恵                               | 獣医師の女性。 |
| マンドゥ             | イスマエル・クルス・コルドバ | DVD版 川津泰彦 | シーズン44から登場、プエルトリコ出身でギャビーのいとこ。 |
| リンダ               | リンダ・ボーヴ | 手話のため無し | 図書館の司書、聴覚障害者で一切喋れない女性。会話の際は手話をする。 |
| ワンダ・ファルボ     | アンドレア・マーティン | NHK教育版 亀井芳子 | 単語の妖精と呼ばれた女性、シーズン21にデビュー。 |
| ルーシー             | ルース・バジー | NHK教育版 一柳みる（スペシャル版） 滝沢ロコ（レギュラー版） テレビ東京版・DVD版 金田朋子                                                   | アラウンド・コーナーとファインダー・キーパーの女性オーナー。 |
| ソフィア             | ジャスミン・ロメロ | YouTube版 園崎未恵 | 2013年から登場、アレックスと同様、ソフィアの父は脱獄者である。 |
| リーラ               | ニティヤ・ヴィディヤサーガル | DVD版・U-NEXT版 竹田佳央里 | シーズン39からシーズン44まで登場、インド系アメリカ人である。 |
| ニーナ               | スキ・ロペス | YouTube版・U-NEXT版 大室佳奈 | シーズン46から登場、バイクショップのオーナー。 |
| ロナルド・グランプ   | ジョー・ペシ | NHK教育版 青野武（スペシャル版） | ドナルド・グランプの様な恰好をした男性。 |
| バフィー             | バフィー・セイント・メリー | - | カナダ系アメリカ人の女性。 |
| セリーナ             | アネット・カルド | NHK教育版 さとうあい（スペシャル版） 滝沢ロコ（レギュラー版） DVD版 タルタエリ                                                             | ダンスの先生。 |
| ジャマール           | ジョー・ジョー・パパイラ | - | アンジェラの夫、ケイラのパパ。 |
| ミゲル               | ジェイミー・サンチェス | - | スペイン語を話す男性。メキシコ出身。 |
| ラファエル           | ラウル・ジュリア | - | スペイン語を話す白人。ルイスの修理工房のオーナー。 |
| モリー               | シャーロット・レイ | - | いつも眠そうな郵便配達員の女性。 |
| トム                 | ラリー・ブロック | - | フーパーさんの店の初代店員。 |
| ヒロシ               | ゲディ・ワタナベ | - | 日系アメリカ人、アーティストである。 |
| ピリ                 | エディー・カストロダッド | - | フーパーさんのお店にかつて働いていた男の子、シーズン16からシーズン18まで登場。 |
| バディとジム         | ブランドン・マッガート、ジム・キャッシー | - | かつて存在したコメディ・コーナーの登場人物。 |
| ジェニー             | ジェイダ・ローランド | - | シーズン1 第1話に登場した人物。 |
| サビオン             | セビアン・グローバー | | 青帽子の男の子、ジーナの友達。登場期間はシーズン21 - シーズン26、登場したテレビ特番は以下の通り。 セサミストリート: 世界の国からハッピーニューイヤー セントラルパークでシング・シング・シング セサミストリート危機一髪                                      |

#### セサミストリートの子供たち
※レギュラーメンバーのみ記載する。
| 役名                 | 担当俳優 | 日本語吹き替え                                                                                        | 備考                                                                               |
| -------------------- | --- | --- | ---------------------------------------------------------------------------------- |
| カルロ               | カルロ・アルバン | NHK教育版 井上喜久子→長嶋雄一（スペシャル版） 保志総一朗（レギュラー版） テレビ東京版・DVD版 西脇保   | ゴードンの理科の授業の生徒。登場期間は1993年から1998年まで。                       |
| タラ                 | タラ・リン・シェーファー | NHK教育版 神代知衣（スペシャル版） VHS版 川田妙子 テレビ東京版・NHK教育版 玉川紗己子 DVD版 雨蘭咲木子 | 眼鏡の女の子だが足が動けず、車椅子生活をしている。                                 |
| アントニオ           | パンチート・ゴメズ | - |                                                                                    |
| チャーリー           | バイオレット・ティンネレロ | U-NEXT版 小桧山美樹                                                                                   | シーズン50から登場、父が軍隊を辞めた後、両親と一緒にセサミストリートへやってきた。 |
| ギャビー・ロドリゲス | ブライアン・メイトランド ブルターニュ・ボードリー、サラ・ボードリー（第2621話、第2628話、第2630話） ガブリエラ・ローズレーガン（シーズン21 - シーズン24） モーガン・デセナ（第3101話）デジレー・カサード （シーズン25 - シーズン43） | NHK教育版 神代知衣（スペシャル版） 玉川紗己子→堀越真己（レギュラー版） テレビ東京版・DVD版 金田朋子   | マリアとルイスの娘、1989年に誕生。メールショップを経営している。                   |
| マイルズ・ロビンソン | マイルズ・オーマン（シーズン17 - シーズン26） イマーニ・パターソン（シーズン27 - シーズン33） オラミド・フェゾンシーズン34 - シーズン39）                                                                                            | NHK教育版 亀井芳子→青木誠 テレビ東京版・DVD版 川津泰彦 U-NEXT版 後藤敦                                | スーザンとゴードンの養子。スポーツ万能の男の子。                                   |
| コディ               | Dakota Starblanket Wolfchild | - |                                                                                    |
| ジェラニ             | ユージーン・バード | - |                                                                                    |
| カイラ               | Rachael McDaniel Syvae McDaniel | - |                                                                                    |
| マルコ               | マシュー | - |                                                                                    |
| ミア                 | オリビア・ペレス | - |                                                                                    |

### 日本オリジナル版に登場した人物
| 役名                             | 担当俳優         |
| -------------------------------- | ---------------- |
| コミュニティーセンターのおじさん | 戸田ダリオ       |
| コンビニのお兄さん               | HIRO(Hiro-a-key) |
| コンビニのお姉さん               | 太田在           |
| 森のおばあさん                   | 森澤早苗         |

### ゲストとして登場した人物
- ゲストが出演する際、吹き替え版はセサミストリートに出演している声優が担当するか、それに合った声優が担当するか（専属声優（フィックス）も含む）のどちらかが担当することがあり、吹替がなかった時代のコーナーにも幾つか存在する。なお、一部ゲストには声優が交代された例もある（例：ウーピー・ゴールドバーグ）。

| ゲスト                           | 担当声優                                                                   | 備考 |
| -------------------------------- | -------------------------------------------------------------------------- | --- |
| ビル・コスビー                   | -                                                                          | シーズン1（第131話 - 第182話、アメリカでは1970年、日本では1972年）に文字のお勉強コーナーに一人二役で登場。 |
| アン・ヴォーグ                   | -                                                                          | 1992年に『ADVENTURE』を披露した女性ボーカル・グループ。 |
| アリス・ウォーカー               | NHK教育版 不明                                                             | 第3717話でエルモと共演した作家。 |
| アル・ローカー                   | NHK教育版 落合弘治                                                         | 天気予報士の黒人男性、第3976話『ハリケーンがくるぞ』に登場。 |
| アレイシャ・アレン               | DVD版 嶋村侑                                                               | 『エルモズ・マジック・クックブック』に登場。 |
| アイザック・スターン             |                                                                            | 第2658話に登場したバイオリニスト。ビッグバードと子供たち、そしてエルモと共演したことがある。 |
| アン・ハサウェイ                 | NHK Eテレ版 園崎未恵                                                       | 2007年のテレビスペシャル『Elmo's Christmas Countdown』に初登場、 2020年には『セサミストリート: エルモのおうちで遊ぼう』で登場。 |
| イツァーク・パールマン           |                                                                            | シーズン12とシーズン17に登場したバイオリニスト、50周年特別番組『Sesame Street's 50th Anniversary Celebration』ではフーパーさんのお店で『Put Down the Duckie』と『シング』を披露。 |
| ウーピー・ゴールドバーグ         | NHK教育版 小宮和枝→不明                                                    | エルモ、フーツ、ベビーベアと共演していた女優 セサミストリートにも来たことがある。 |
| ウィントン・マルサリス           |                                                                            | シーズン17、シーズン22、シーズン29に登場したトランペット奏者。 |
| ウィリアム・ウェグマン           | NHK教育版 玄田哲章、保志総一朗                                             | 犬のマスクを被ったパフォーマー、ナレーションは大川透。 |
| エメリル・ラガッセ               | DVD版 川津泰彦                                                             | 『エルモズ・マジック・クックブック』に登場したシェフ。 |
| 小澤征爾                         | ※ナレーション関連 NHK教育版 大川透（レギュラー版）                         | シーズン19の第2485話の演奏コーナーで初登場。 このコーナーは繰り返し放送されたため、ナレーションの吹き替え版が存在する。 |
| カサンドラ・ウィルソン           | -                                                                          | 第3901話に登場。子供たちと一緒に、手を伸ばしながら歌を歌った。 |
| カディーム・ハーディソン         | -                                                                          | 主にベビー・ナターシャとアルファベットの勉強をしていた。 |
| ガース・ブルックス               |                                                                            | 第3187話と第3814話の歌のコーナーに登場。また、『シング』でも歌ったことがある。 |
| キャロル・チャニング             | -                                                                          | 文字のSに関係する歌のコーナーで、文字のSの形をした黄色いヘビのマペットと歌った。 |
| クリストファー・リーヴ           | NHK教育版 玄田哲章                                                         | 第3906話では、息子のウィルと共に登場し、ビッグバードとゾーイに落馬事故の関係で車椅子生活の話をし、 第3911話では、アーニーと一緒にアルファベットを歌った。 |
| グロリア・エステファン           |                                                                            | 歌手として最初に登場したのは第2887話、「コンガ」を初めて披露した。 |
| グー・グー・ドールズ             | NHK教育版 大川透                                                           | シーズン31で有名なヒット曲「スライド」をエルモと一緒に披露した。 |
| ケイティ・クーリック             | NHK教育版 堀越真己 VHS版 高島雅羅                                          | セサミストリートのニュースキャスター |
| 五嶋みどり                       | -                                                                          | シーズン24に登場していた。 |
| サミュエル・レイミー             | -                                                                          | 闘牛士の恰好をし、アルファベットの「L」をオペラ調で歌った。 |
| ザップ・ママ                     | -                                                                          | 1994年度に登場したミュージック・グループ。 |
| ジュリア・ロバーツ               | NHK教育版 勝生真沙子                                                       | 1990年頃（2790話）に、エルモと初めて共演を果たした。 |
| ジム・キャリー                   | NHK教育版 不明                                                             | 1992年頃（3023話）に、エルモとテリーと初めて共演を果たした。 |
| ジェイソン・アレクサンダー       | NHK教育版 玄田哲章                                                         | 1996年頃（3557話「見て！エルモのとくい技」）に、バスを待つ男性として登場。 |
| ジュリー・アンドリュース         | -                                                                          | 1972年頃にカーミットと共演し、「My favorite things」を歌った。 |
| ジョディ・フォスター             | NHK教育版 玉川紗己子                                                       | 3079話と3117話に登場した名女優、 このコーナーは何度かリピートされたため吹き替え版も存在する。 |
| ジョック・ソトとローデス・ロペス | -                                                                          | バレエコーナーに登場したバレエダンサー、 上がったり下がったりで踊っているところをビッグバードが「上！下！」と合図していた。 |
| シンディ・ローパー               | DVD版 雨蘭咲木子                                                           | 『エルモサイズ』で、ドゥ・ザ・ツイストを披露。 |
| セリーヌ・ディオン               | NHK教育版 亀井芳子                                                         | 3739話で「Happy to Meet You」を初披露。 |
| ダイアナ・クラール               | NHK教育版 玉川紗己子                                                       | 3961話で「Everybody's Song」をエルモと歌った。 |
| ダンス・シアター・オブ・ハーレム | -                                                                          | 第3220話と第3360話で放送されたダンスのコーナーに登場。 |
| チャールズ・ダーニング           | NHK教育版・DVD版 島香裕                                                    | サンタクロースとして登場。 |
| TAKE 6                           | -                                                                          | シーズン23に登場したア・カペラ・グループ、『アルファベットのうた』を披露。 |
| ティム・ロビンス                 |                                                                            | 1990年代にプレーリー、後にエルモと共演。第3649話ではファーリー・アームズ・ホテルに宿泊し、マペットの動物たちと共に過ごした。 |
| デニス・グレイヴス               |                                                                            | シーズン29に登場したオペラ歌手、第3697話ではエルモと共演してオペラを歌ったことがある。 |
| トレイシー・チャップマン         |                                                                            | シーズン29より登場。第3702話のコーナーでは、『クエスチョン』を披露し、エルモたちと歌ったことがある。 |
| トニー・ベネット                 |                                                                            | シーズン29より登場。トニーは、かつてミミズの宇宙飛行士だったスライミーのために月の歌を披露したことがある。 |
| トレイシー・エリス・ロス         | NHK Eテレ版 おまたかな                                                     | 第4601話では文字のBのコーナー、特別番組『エルモのおうちで遊ぼう』にも登場。 |
| 東京クヮルテット                 | -                                                                          | シーズン26より登場、登場したコーナーは以下の通り。 第3266話では数字の4のコーナーに登場 第3290話では子供たちがクヮルテットと演奏の練習をしていた。また、ナレーションはビッグバードが行った。 第3294話ではオスカーのごみ箱の前で演奏、オスカーはクヮルテットの不協和音を気に入っていたが、クヮルテットがクラシックでの演奏を始めるとオスカーは機嫌を悪くして「もう一度チューニングしろ」と言った。 第3341話ではメヌエットを演奏し、ビッグバードとスナッフィーがその曲に合わせて躍ったことがある。 |
| ドミニク・ドウズ                 |                                                                            | シーズン29でテリーと共演したオリンピック体操選手。 |
| ニコラス・マーティ・サルガド     | DVD版 東條加那子                                                           | 子役時代に『エルモズ・マジック・クックブック』で登場。 |
| ネイサン・レイン                 | NHK教育版 玄田哲章                                                         | 派手な格好をした3匹の豚と「シング」を歌った。 |
| ノア・ワイリー                   | NHK教育版 平田広明                                                         | シーズン28の第1話/第2話『ママの入院/ママだいじょうぶ?』でコールバーン先生役を務めた。 ノアはER緊急救命室でカーター役を演じており、吹き替え版も平田広明が担当。 |
| ハリー・ベラフォンテ             | -                                                                          | 第1700話で『Mo Yet』を披露。 |
| バックストリート・ボーイズ       |                                                                            | 第3987話でエルモたちと共演し、『One Small Voice』を披露したことがある。 |
| パトリック・スチュワート         | NHK教育版 玄田哲章                                                         | 「B or not a B?」のコーナーで初出演。その後はカウント伯爵と共演している。 |
| ヒラリー・クリントン             | -                                                                          | シーズン25（第3136話）から登場。 |
| ビリー・ジョエル                 | -                                                                          | ABCの歌を披露し、マペットと子供たちと一緒に歌っていた。 |
| ビル・アーウィン                 | -                                                                          | 1993年に本番組のコーナーで何度も登場したコメディアン、『エルモズワールド』ではヌードルさんを担当。また、マイケル・ジェッターによる代役もあったが、2003年には戻っている。 |
| ヴィクター・ガーバー             | -                                                                          | 1993年、シーズン25 第3130話『チャールズさんとバークレー』にチャールズ役で登場。 |
| フラン・ドレシャー               |                                                                            | ベビー・ナターシャと共演した女優。 |
| ヘザー・ヘッドリー               | DVD版 水落幸子                                                             | 『エルモズ・マジック・クックブック』で登場。 |
| ベン・スティラー                 | NHK教育版 落合弘治                                                         | シーズン30に登場した俳優。第3812話で、テリーモンスターと一緒に歌ったことがある。 |
| マデリーン・カーン               | -                                                                          | グローバーと共演していた女優。 |
| マリリン・ホーン                 | -                                                                          | 『CはクッキーのCだけど』を披露、こちらは英語で歌われた。 最後はクッキーモンスターが『ねえ！誰か今、クッキーって言った？』と言った後にクッキーを食うが、クッキーの山は崩れて終わる。 |
| マリサ・トメイ                   | -                                                                          | おさるのジョーイ&デイビーと共演した女優、彼女は『サルの王様』という本を読んでおり、ジョーイとデイビーに聞かせていたことがある。その物語の中でのマリサは、バナナを扱うお店のウェイトレス役だった。 |
| マーク・モリス                   | -                                                                          | ベビー・トゥースとファジー・ファンクのコーナーで共演していた男性ダンサー。 |
| マヤ・アンジェロウ               | NHK教育版 野沢雅子（スペシャル版） 滝沢ロコ（レギュラー版） DVD版 滝沢ロコ | 1990年代からエルモ、ヘリー、グローバー、ベビー・ナターシャ、カルロ、子供やマペットたちと共演していた女優。 |
| ミシェル・オバマ                 | -                                                                          | シーズン40 第4187話のコーナー「野菜の育てかた」で登場、シーズン45 第4521話には「朝食バランスに重要なこと」というコーナーでグローバーと共演。 |
| メリッサ・エスリッジ             |                                                                            | ゾーイ、ロジータ、グランジェッタと共演していたロックミュージシャン。 |
| モーガン・フリーマン             | -                                                                          | 1974年頃（第637話）にとしてゲスト出演、イージー・リーダーとして登場。 |
| リタ・モレノ                     | -                                                                          | 1974年頃（第637話）にとしてゲスト出演、牛乳の配達員 ミリーとして登場。 |
| リトル・リチャード               |                                                                            | かつて『アヒルくんのうた』を披露していた男性ミュージシャン。 |
| リン・シグペン                   |                                                                            | 第926話より登場、シーズン29ではWASAの指導員として出演。 |
| リン＝マニュエル・ミランダ       | NHK Eテレ版 落合弘治                                                       | セサミストリートでの初登場は2008年、2020年には『エルモのおうちであそぼう』で登場。 |
| レイ・チャールズ                 | -                                                                          | 1977年から1996年まで登場したミュージシャン、「ABCの歌」も披露したことがある。 また、セサミストリートにも来たことがある。 |
| ロバート・マクニール             | NHK教育版 大川透（レギュラー版）                                           | シーズン15より初めて初登場したニュースキャスター、彼がPBSのニュース番組『ニュースアワー ウィズ ジム・レーラー』をもって引退してからはシーズン29の第3740話で再登場。 |
| ロビン・ウィリアムズ             | NHK教育版 玄田哲章（レギュラー版）                                         | エルモたちと共演していた俳優。 |
| ロジー・オドネル                 | NHK教育版 滝沢ロコ（レギュラー版）                                         | シーズン25からシーズン28にかけて登場。 |
| ローレンス・フィッシュバーン     | NHK教育版 落合弘治（レギュラー版）                                         | シーズン27の第3471話に放送されたセグメントコーナー「歯を磨くには？」に登場、ロジータとテリーに歯の磨き方を教えてもらっている。 |
| 14カラット・ソウル               | -                                                                          | エルモのクリスマスで『It's Christmas Again』を披露。 |
| ヨーヨー・マ                     | -                                                                          | シーズン17から登場していたバイオリニスト。エルモ、フーツと共演したことがある。 |
| ジョセフ・ゴードン＝レヴィット   | U-NEXT版 原慎一郎                                                          | 『セサミストリート 50回目の誕生日』にジョセフ役として登場、アーカイブ映像に割り込むこともあった。 |
| ナイル・ロジャース               | U-NEXT版 さけもとあきら                                                    | |
| ノラ・ジョーンズ                 | U-NEXT版 武内鮎美                                                          | |
| パティ・ラベル                   | U-NEXT版 武内鮎美                                                          | |

他にも出演している女優・俳優・歌手などが多数いる。